# Дижур, Белла Абрамовна
Бе́лла Абра́мовна Дижу́р (30 июля 1903 или 1906, Черкассы, Киевская губерния — 17 февраля 2006, Нью-Йорк, Нью-Йорк) — русская поэтесса, прозаик. Мать скульптора Эрнста Неизвестного.

## Биография
Родилась в Черкассах или Белозорье в семье тальновского мещанина Уманского уезда Аврума-Иделя Янкель-Пейсаховича Дижура и Шейндли (Сони) Дижур, уроженки Белозерья. Согласно ревизской сказке 1858 года, дед Янкель-Пейсах Зхарьевич Дижур жил в Тальном. Позже из-за начала Гражданской войны её родители вынуждены были переехать в Свердловск (нынешний Екатеринбург). Отец Беллы работал вахтовым методом на строительстве железных дорог на Урале и подолгу отсутствовал дома. С началом войны он принял решение перевезти семью ближе к себе.

Окончив среднюю школу, Белла Дижур переехала в Ленинград, где поступила на химико-биологический факультет Ленинградского педагогического института им. А. И. Герцена, который окончила в 1928 году.

Мемориальная доска Белле Дижур (Екатеринбург)

По окончании обучения вернулась в Свердловск, где работала химиком-экспертом НТО областного управления милиции. Впервые её стихи были опубликованы в 1937 году в альманахе «Уральский современник». Дебютный сборник стихов «Раздумья» появилась в 1954 году. В последующие годы Белла Абрамовна наряду с литературным творчеством занималась научными изысканиями в области криминалистики.
Белла Дижур — член Союза писателей СССР с 1940 года. В члены Союза её принимал уральский писатель Павел Петрович Бажов, который позже помогал поэтессе не оказаться в списке писателей-космополитов.

В 1979 году после смерти мужа Иосифа Моисеевича Неизвестного сначала переехала из Свердловска в Юрмалу, а затем, после семи лет жизни «отказниками» — как мать изменника Родины, перебралась к сыну в США. Письмо Евгения Евтушенко, адресованное Председателю КГБ СССР (1982—1988) В. М. Чебрикову (это письмо Евгений Евтушенко написал в 1985 году в Риге по просьбе самого Эрнста Неизвестного, «к таланту которого он относился с безмерным уважением»):
«Дорогой тов. Чебриков! Христа ради прошу я Вас — отпустите 82-летнюю мать скульптора Эрнста Неизвестного к её сыну […] Белла Абрамовна Дижур — старейшая детская писательница, принятая ещё Павлом Бажовым в ряды ССП в 1940 году, зла в жизни никому не сделавшая, и единственное её желание — чтобы собственный сын закрыл ей веки, похоронил её. Никаких военных секретов она не знает. Как бы ни относиться к Э. Неизвестному, но, на мой взгляд, негоже такому могучему государству, как наше, мстить ему через 82-летнюю, ни в чём не повинную мать. Великодушие ещё никого никогда не унижало. Проявите же великодушие, жалость, незлопамятность, исконно свойственные настоящим русским людям…».
Через год после письма поэтессе разрешили покинуть страну, а ее литературное наследие было отсортировано в Министерстве культуры на допустимое для вывоза за границу и крамольное.
В июне 1987 года семья Беллы Дижур прибыла в Нью-Йорк. Спустя несколько лет, уже в Америке, она издаёт двуязычную книгу стихов. 13 июня 1993 года в США приняла христианство (прошла обряд крещения).
Уже будучи гражданкой США, Дижур публиковалась и в российских литературных изданиях («Знамя» и «Урал»).
В свой последний приезд в Екатеринбург в конце 1990-х годов Белла Дижур посетила своих знакомых, друзей-писателей, которые по состоянию здоровья уже не покидали дома, провела творческие встречи в Музее писателей Урала, Союзе писателей и библиотеке им. В. Г. Белинского.
Последний раз Белла Дижур упоминалась в СМИ в апреле 2005 года в связи с восьмидесятилетием сына — Эрнста Неизвестного, тогда ей был 101 год. В феврале следующего года Белла Дижур скончалась на 103-м году жизни.

## Семья
- Старший сын — Эрнст Неизвестный, внучка (его дочь от первого брака) — Ольга (художница, живёт в России)[10].
- Дочь — Людмила Иосифовна.
- Племянник — поэт Александр Петрович Межиров[11][12].

## Творчество
- «От подножия до вершины». Избранное. Свердловск, Средне-Уральское кн. изд-тво, 1976. 272 с.
- «Рассказ об одном походе». Очерки для детей. 2-е изд., перераб. и доп. Свердловск, Свердловское кн.изд-тво, 1953. 264 с.
- «Стеклянная река. Волшебные руки труда и науки». Свердловск, Средне-Уральское кн. изд-тво, 1980. 192 с.
- «Белла Дижур. Избранное». Оренбург: Оренбургское книжное издательство им. Г. П. Донковцева, 2013. — 544 с., илл. ISBN 978-5-88788-206-2
- «Раздумья», 1954.
- «Фонарь Земли». Свердловск.: Средне-Уральское книжное издательство. 1961 г. Обложка М. Брусиловского.
- «Почему ты оставил друга», М., «Детская литература», 1969.
- «Жалобная книга природы», М., 1973.
- «Зелёная лаборатория»
- «Януш Корчак» (поэма)
- «Тень души» (избранные стихи)
- «Мой друг — Коля Заболоцкий» //«Урал», 1995, № 12. С. 235—240.
- «Новогодние раздумья» //«Урал», 2000, № 7.
- «Из «Американской тетради». Стихи последних лет //«Урал», 2004, № 11.
- «Прощание» //«Урал», 2006, № 4.
- «Волокнистый камень» (очерк)
- «Мягкий металл» (очерк)
- «Земная лаборатория» (очерк)
- «Древние боги и кибернетика» (очерк)
- «Конструкторы молекул». Ср.-Урал.книж.изд-во, 1978. (Биография академика И. Я. Постовского)
- «Верность» (Творческий портрет режиссёров Свердловской киностудии, супружеской пары В. Е. Волянской и Л. И. Рымаренко)

### Интервью
- Александр Бураковский. Белла Дижур: «Огромное расслоение в религии на различные течения, группы, направления — зачем? Бог-то один» //«Вестник», № 24 (231) от 23 ноября 1999 года
- Олег Борисов. Известная мать Эрнста Неизвестного //«АиФ Долгожитель», № 15 (27) от 8 августа 2003 года

### Воспоминания
- Елена Хоринская. Товарищ Белла //«Урал», 2006, № 8
- Надежда Капитонова: Книжкина мама //«Миссия», № 032 (Март 2006)
- Ирина Сендерова «А у меня полнеба за окном…» К 110-летию со дня рождения Беллы Дижур

### Творчество
- Журнал «Урал»